# 간간 온라인
간간 온라인은 스퀘어 에닉스의  웹코믹 사이트이다.